# 42 (tal)
 For alternative betydninger, se 42 (flertydig). (Se også artikler, som begynder med 42)
42 er et lige heltal og det naturlige tal, som kommer efter 41 og efterfølges af 43.

## Matematik
42 er
- et harshad tal

## Andet
Desuden er 42:
- atomnummeret på grundstoffet molybdæn
- brugt som svaret på det ultimative spørgsmål om livet, universet og alt det der i Hitchhiker's Guide to the Galaxy af Douglas Adams, der på dansk kaldes Håndbog for vakse galakseblaffere (oversat til Blafferens galakseguide i en senere oversættelse). I bogen blev svaret beregnet af supercomputeren Deep Thought.
- antallet af tænder i en hunds mund[1]
- et af de gennemgående, tematiske Lost-tal (4 8 15 16 23 42).
- atomnummeret på grundstoffet molybdæn.